# Pedro Bermúdez
Pour les articles homonymes, voir Bermúdez.
Pedro Bermúdez (né à Grenade en 1558 et mort en 1605) est un compositeur et maître de chapelle espagnol originaire d'Andalousie. Il a composé la majorité de ses œuvres de musique polyphonique sacrée (musique vocale) au Guatemala. 

## Biographie
Pedro Bermúdez est enfant de chœur dans la cathédrale de sa ville natale et fait son apprentissage musical dans l'école épiscopale. Il reçoit des leçons du compositeur Rodrigo de Ceballos, maître de la chapelle royale de Grenade. Sa formation terminée, Bermùdez postule pour les fonctions de maître de chapelle de la collégiale d'Antequera, où il ne reste que deux ans, ayant peu de goût pour l'enseignement. De retour à Grenade, il obtient un poste de chantre et lorsqu'Antonio de la Raya est consacré évêque de Cusco, il invite Bermùdez à le suivre en lui promettant le poste de maître de chapelle de la cathédrale de cette ville. Il arrive à Cusco en 1597, et à Santiago de Guatemala en 1598. Toutes ses œuvres ont été créées dans la cathédrale de Santiago de Guatemala (aujourd'hui Antigua Guatemala) jusqu'à son départ en 1603, à la suite d'une invitation du chapitre de la cathédrale de Puebla de Los Angeles qui lui offre un salaire bien supérieur à celui qu'il reçoit au Guatemala. Bermúdez accepte et fait le voyage par voie terrestre. Il ne compose qu'une seule œuvre à Puebla, sa santé s'étant considérablement détériorée et il meurt en 1605. 

## Œuvre
Bermùdez n'a composé que de la musique chorale sacrée sur des textes en latin. Deux de ses messes nous sont parvenues : la Misa de Bomba, messe-parodie basée sur une composition de Mateo Flecha (c. 1481-c.1553) et la Misa de feria destinée aux temps de pénitence. Les archives de musique chorale guatémaltèques conservent également des  hymnes pour les vêpres et les complies composées pour différentes occasions, un psaume (Miserere mei), deux Lamentations et trois Passions pour la semaine sainte.  Les compositions de Pedro Bermùdez révèlent sa maîtrise du contrepoint qu'il emploie avec originalité. Elles reflètent également la qualité de la musique épiscopale du nouveau monde qui soutient la comparaison avec la musique liturgique jouée dans les cathédrales espagnoles et européennes de cette époque.